# Fejervarya frithii
Fejervarya frithii е вид земноводно от семейство Водни жаби (Ranidae).

## Разпространение
Този вид е открит в Джесур, Бангладеш.